# البوليل (دير الزور)
البوليل قرية سورية تتبع ناحية موحسن في منطقة مركز دير الزور في محافظة دير الزور. بلغ عدد سكانها 19688 نسمة في عام 2024 حسب إحصاء المكتب المركزي للإحصاء.